# Łękawica (województwo śląskie)
Łękawica – wieś w Polsce położona w województwie śląskim, w powiecie żywieckim, w gminie Łękawica, w Kotlinie Żywieckiej, u południowego podnóża Beskidu Małego.
W latach 1954–1972 wieś należała i była siedzibą władz gromady Łękawica. W latach 1975–1998 miejscowość administracyjnie należała do województwa bielskiego. Miejscowość jest siedzibą gminy Łękawica.

## Położenie
Łękawica położona jest nad rzeką Kocierzanka w Kotlinie Żywieckiej. Przez miejscowość przechodzą dwie drogi wojewódzkie: nr 946 oraz nr 781.

## Zarys historii
Jest jedną z najstarszych wsi Żywiecczyzny. Po objęciu ziem żywieckich przez Piotra Komorowskiego podał on wysokości dziesięcin, płaconych ze swoich włości. W 1477 r. w wykazie sporządzonym w Krakowie widniała Łękawica, zobowiązana do oddawania 8 skojców i 32 szerokich groszy. Po śmierci w 1608 r. Krzysztofa Komorowskiego Łękawica weszła w skład tzw. „państwa” ślemieńskiego, które otrzymał Aleksander Komorowski.
W odniesieniu do nazwy wsi żywiecki wójt Andrzej Komoniecki w swym „Dziejopisie” zanotował: Łękawica, iż gdzie ta wieś jest, łąki same bywały; których więcej w tym państwie nie było.
Łękawica była wsią rolną i jak podawał dalej Komoniecki w pisanym na początku XVIII w. „Dziejopisie”, liczyła 11 ról.
W Łękawicy stał drewniany, późnogotycki kościół pw. św. Michała Archanioła z 1522 r. Ten cenny zabytek architektury sakralnej spłonął 26 października 1992 r.
W roku 1960 w Łękawicy urodził się także ojciec Michał Tomaszek, męczennik i błogosławiony Kościoła Katolickiego.

Kościół św. Michała Archanioła (nieistniejący)
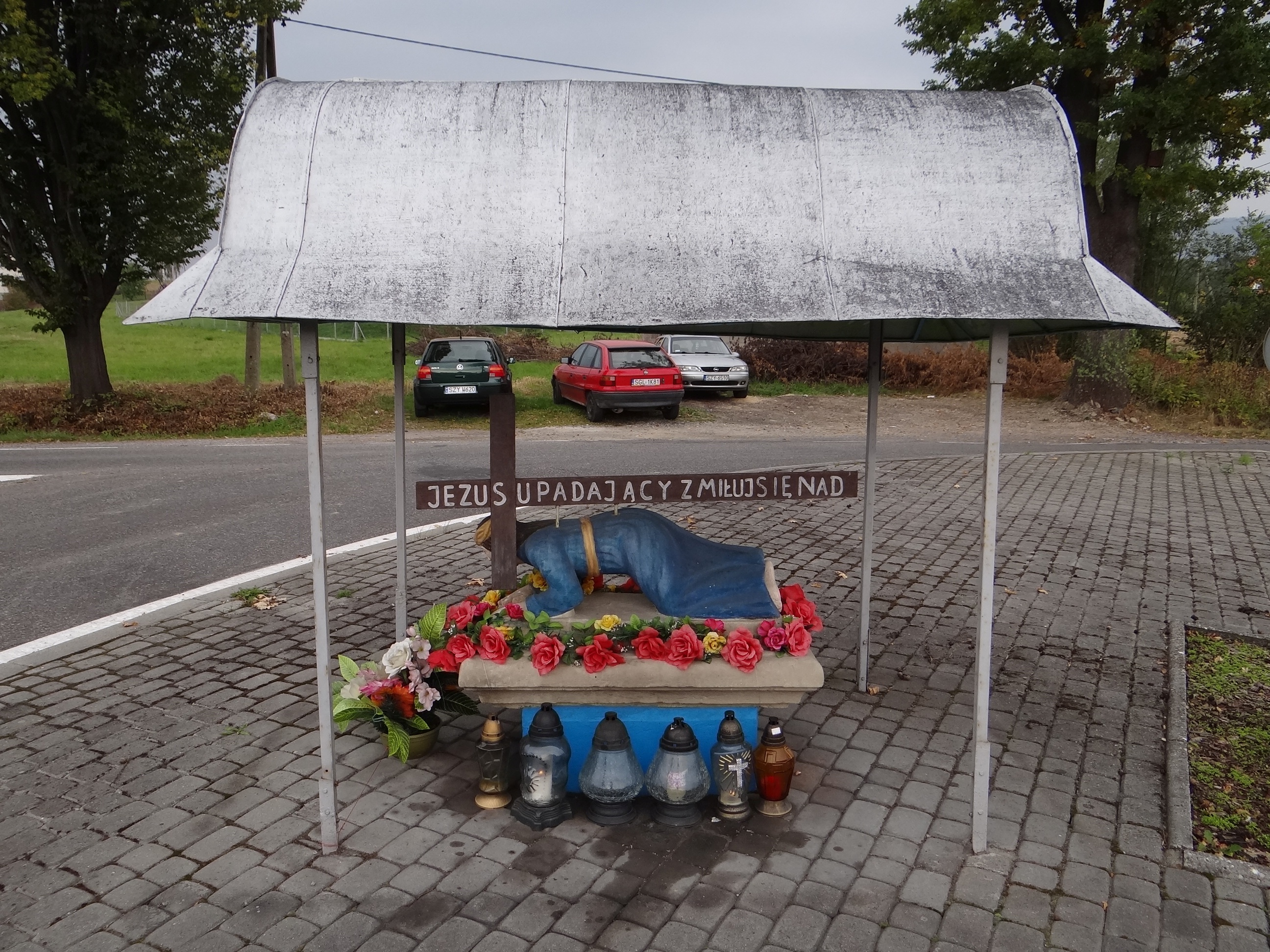
Figurka na skrzyżowaniu dróg
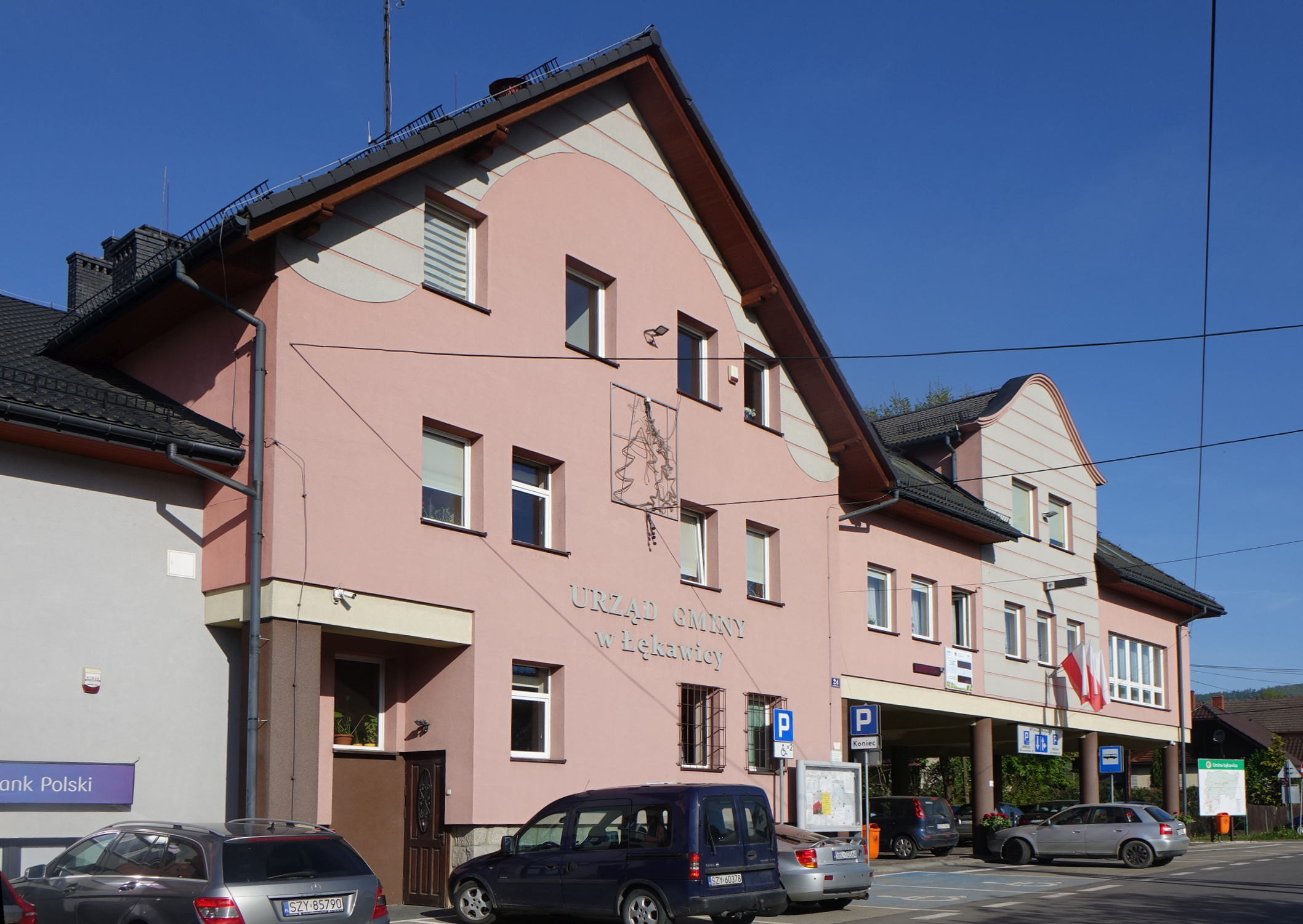
Urząd gminy